# Hipposideros lankadiva
Hipposideros lankadiva е вид прилеп от семейство Hipposideridae. Видът не е застрашен от изчезване.

## Разпространение и местообитание
Разпространен е в Бангладеш, Индия (Андхра Прадеш, Западна Бенгалия, Карнатака, Мадхя Прадеш, Махаращра, Мегхалая, Ориса и Раджастан) и Шри Ланка.
Обитава гористи местности, национални паркове, планини, възвишения, хълмове и пещери в райони с тропически и субтропичен климат, при средна месечна температура около 25,5 градуса.

## Описание
Теглото им е около 44,8 g.